# Santa María de Bendones
L'església de Santa Maria de Bendones, situada al centre del llogaret Bendones, parròquia pertanyent al municipi d'Oviedo (Astúries, Espanya), és un temple construït entre 792 i 842, considerat una de les joies de l'art preromànic asturià.
Va ser declarada monument nacional el desembre de l'any 1958. L'església se situa a 5 quilòmetres de la capital del concejo, en direcció a Pola de Laviana. És una construcció de la primera meitat del segle ix.

## Accés a l'església
L'església es localitza a la parròquia de Bendones, als afores de la ciutat d'Oviedo. Es pot accedir per carretera, concretament per l'AS-242, en direcció a Los Arenales. Als 2,5 quilòmetres, es prendria l'AS-243 cap a Bendones.
També es pot arribar amb autobús urbà (Transports Units d'Astúries), a través de les línies L-1 i L-2, que realitzen els recorreguts entre Trubia (San Andrés) i Tudela Veguín. La parada més propera s'ubica a uns dos quilòmetres de l'església i s'anomena Sant Esteve.

## Ús
Culte: Església catòlica
Diòcesi: Oviedo

## Història
La seva construcció no està ben definida en el temps ja que no es conserva cap document en què quedi reflectit l'any de la seva construcció, però gràcies al seu estil la podem datar dins l'època del regnat d'Alfons II el Cast, per la seva construcció gran similitud amb una altra obra preromànica del municipi d'Oviedo com és San Julián de los Prados. Tot i així, el temple se cita en una donació feta a la Catedral de Sant Salvador d'Oviedo pel monarca Alfons III i la seva dona Ximena. El text data del 20 de gener de l'any 905. La còpia original d'aquest document s'ha perdut, encara que figura transcrit al conegut Llibre Gòtic del bisbe Pelai d'Oviedo, abans del 1129.
Per aquest document sabem que l'església és anterior a l'any 905. El fet que al document s'anomeni Villa a Bendones pot significar la seva adscripció a una explotació agrària amb estatut jurídic de «monestir familiar», cosa que explicaria la configuració de l'edifici com «església tancada» amb destinació a un col·lectiu d'individus dotats d'ordenació religiosa tots ells. Motivaria l'absència de compartimentació a diverses naus en no contemplar-se l'assistència de fidels laics a les cerimònies religioses.
Durant la guerra civil va patir grans danys que van acabar amb un incendi l'any 1936, de manera que l'església es va esfondrar parcialment, quedant en l'oblit fins que l'any 1954, Joaquín Manzanares, cronista oficial d'Astúries i director del "Tabularium Artis Asturiensis" va descobrir les seves ruïnes i es va posar a treballar a la restauració que li va portar quatre anys de treball sota la direcció de l'arquitecte Luis Menéndez Pidal.
El 12 de desembre de 1958 se li va atorgar el reconeixement de Monument nacional.

## Arquitectura
Estructura
Detall de finestra.

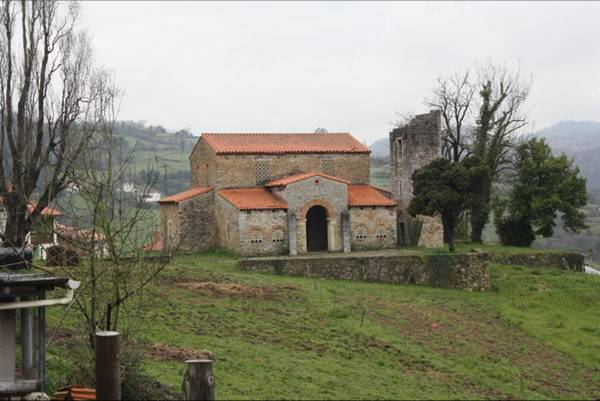
Entrada a l'església on es poden observar les gelosies.

La planta és rectangular, però no té naus longitudinals, capçalera tripartida i immediata nau única transversal, amb sengles recintes laterals. Als peus un pòrtic, compost per un recinte central i dos laterals.
Podem considerar que l'església original era semblant a la que ha resultat de la reconstrucció. Ens trobem davant d'una estructura perfectament enquadrable al mateix grup que San Julián de los Prados i San Pedro de Nora, amb una capçalera del mateix tipus que la de totes dues.
La nau transversal, de gran altura i amb compartiments laterals, és com la nau de creuer de Santullano, i el nàrtex tripartit de Nora, però amb dues diferències a analitzar: la primera seria el fet que només estigués voltada la capella central, i la segona, és la no existència de les tres naus longitudinals -les que es dedicaven als fidels al ritu espanyol de l'època- bàsiques a la resta de l'Art asturià.
Nau
El temple està dividit en una nau única força ampla i transversal, que té semblança amb el transsepte continu de San Julián de los Prados, i amb sengles recintes laterals. Compte amb deu buits per a la il·luminació i ventilació.
Capçalera
Està formada per tres capelles de planta rectangular, sent la central més gran que les laterals. Totes tenien una funció litúrgica, i estaven separades de la nau per un cancell, a mode de barrera litúrgica.
Les tres capelles conserven finestres tancades amb gelosia d'execució moderna, i la comunicació amb la nau es realitza per mitjà d'arcs semicirculars
El paviment corre a un mateix nivell, uns vint centímetres més elevat que el de la nau. Sobre la capella major està situada la cambra supraabsidial, amb accés extern i de finalitat discutible, els tres arcs dels quals, aparellats en maó, recolzen en dues columnes exemptes i dues semicolumnes entregues de bases toscanes i curiosos capitells tallats. El triple buit té un emmarcament amb una petita motllura que recorre el semi-rectangle i que s'assembla molt a l'alfís de la capçalera de l'Església de San Tirso. Els murs que la cobrien eren més elevats que els de la capella major.
Pòrtic
La part oest està constituïda per un pòrtic de compartimentació tripartida, estrictament original. El recinte central és el vestíbul i els laterals de funció discutida (allotjament de pelegrins, baptisteri…). La il·luminació d'aquests recintes s'obtenia a cadascun mitjançant una finestra amb arc de maó.
Cobertes
A diferència del temple de San Julián de los Prados, en aquesta església només la capella major està voltada, coberta amb volta de canó de maó, recolzada en un llenç d'imposta semblant a l'existent de "Santullano".
Les capelles laterals de Santa Maria de Bendones no van cobertes amb volta, sinó amb sostrada de fusta a un vessant, cosa que resulta una novetat.
La coberta de la nau era teulada sobre armadura de fusta a doble vessant. Els recintes laterals es cobrien amb teulada d'armadura de fusta. La capella supra-absidial es cobria amb teulada sobre l'armadura de fusta a doble vessant. La coberta del pòrtic era de teulada sobre armadura de fusta a un vessant.
Materials
Tots els murs tenen un gruix de 75 cm, excepte el del tester que arriba a un metre, i els que divideixen les tres capelles, que arriben als 70 cm. L'aparell és de maçoneria concertada, fabricat amb pedres i travat amb morter de calç i sorra.
Els tres buits d'ingrés a la capella eren d'arc semicircular i les finestres laterals de la nau; i es formen amb maons de tipus romà. El paviment de les tres capelles està fet de formigó molt típic format per calç i maó picat, cosa que li dona un color vermellós. No es conserven restes clares del paviment de la nau. Es creu que era una mena de terratzo 20 cm més baix que el paviment de les capelles.

## Decoració
Escultura

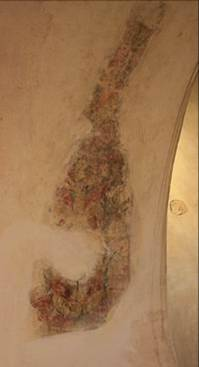
Restes de pintura mural

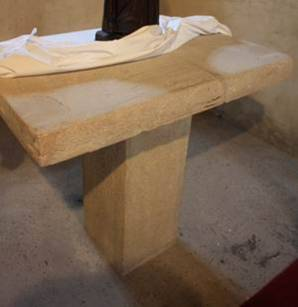
Altar original

La decoració escultòrica de la capella major es concreta a la imposta motllura correguda de marbre gris sobre la qual va la volta, i els capitells i les bases de l'arc de la capella major mostren, com la imposta, la seva perfecta identitat amb els corresponents de Santullano. Pel que sembla, tots aquests elements es redecoraven amb estuc pintat. Pel que fa a la finestra de l'habitació sobre la capella major, les seves columnetes monolítiques ofereixen gran interès pels seus capitells de tronc de con esglaonat, sent una gran novetat en la temàtica dels capitells asturians. Aquests capitells cònics es componen d'anells esglaonats, amb collarí i una motllura entre l'àbac i l'astrágalo de funicle o soguejat. A les excavacions es van trobar quatre fragments de cancel·lació, tots ells decorats amb motius vegetals simètricament disposats al voltant d'un eix i altres de tiges de vinya amb raïms de pàmpols. El tema decoratiu és semblant al de les plaques del cancel·la de Santa Cristina de Lena. La tècnica usada és de dos estils diferents, uns tallats a bisell de clara influència visigoda i altres de bony arrodonit de talla típica asturiana.
Pintura
L'església va comptar amb un complement pictòric que pel seu classicisme és de nissaga romana, afí al de l'església de San Julián de los Prados, i possiblement del mateix taller. Aquesta darrera dada fa pensar que són coetànies. L'església va estar revocada interiorment i exteriorment, però a l'interior, almenys, sobre la càrrega gruixuda hi anava un estuc fi, que estava decorat amb pintures semblants a les de Santullano. Les principals restes de pintures són a l'intradós de l'arc de la capella lateral sud. Representen una copa o cràtera de què surt una espiga, els colors són vermell-granat, groc-ocre siluetats per traços negres, i és exactament igual al motiu pintat en lloc homòleg de Santullano. Com que les restes de pintura d'un sòcol a la capella lateral sud i un modilló estan dibuixats en perspectiva a la capella central del tester, aquesta espiga sembla obra del mateix taller que va decorar l'església de Santullano. La pintura del sòcol conservada està formada per dos rectangles recorreguts per franges de color vermell, negre, groc i vermell clar.

## Particularitats

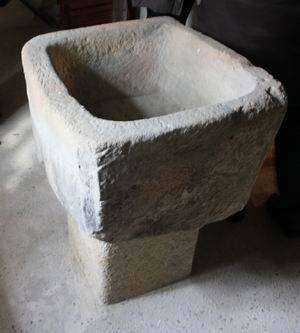
Pica baptismal
Va aparèixer entre les runes de la nau. Es tracta d'un bloc de pedra de 45 centímetres (cm) d'alçada, 70 cm de llargada i 62 cm d'amplada. És de caràcter medieval. És de planta rectangular, i està lleugerament aixamfranada en els angles, i compta amb una petita decoració. L'aparició d'aquesta pica baptismal suggereix la probabilitat que l'habitació sud del pòrtic s'utilitzés com a baptisteri, mentre que a la nord serien rebuts els neòfits abans de l'administració del sagrament.
Altar
Ubicada a la capella sud, roman la taula de l'altar. Està composta per pedra de gres grisenc. La superfície superior és llisa, mentre que la interior té tallada una caixa on s'acoblaria el pilar que suportaria la taula. Es considera l'ara preromànica segona en antiguitat, després de l'existent a l'església de Santianes (Pravia), segons Joaquín Manzanares.
Torre
Al sud de la façana oest destaca la característica única dins l'arquitectura altmedieval asturiana (art asturià): la presència d'una petita torre rectangular exempta. Està edificada sobre roca viva i té un sòcol de 60 centímetres d'alçada. Les restes de la torre només arriben actualment a 4,90 metres d'alçada, ja que en la reconstrucció, realitzada a partir de dos draps de mur en angle, s'ha deixat inconclús. La seva funció seria el campanile de l'Església.